# Piotr Szumow
Piotr Szumow, także Pierre Choumoff ps. „Piotr”, „Perec”, „Pejsach”, „Litewski”, „Piotr Iwanowicz”, „Bolesław” (biał. Пётр Шумаўur, ros. Пётр Иванович Шумов, ur. 14 marca?/26 marca 1872 w Grodnie, zm. 25 czerwca 1936 w Łodzi) – polski fotograf pochodzenia rosyjsko-żydowskiego, specjalizujący się w portretach, zasłynął z portretów sław, w tym szczególnie zdjęć Augusta Rodina.

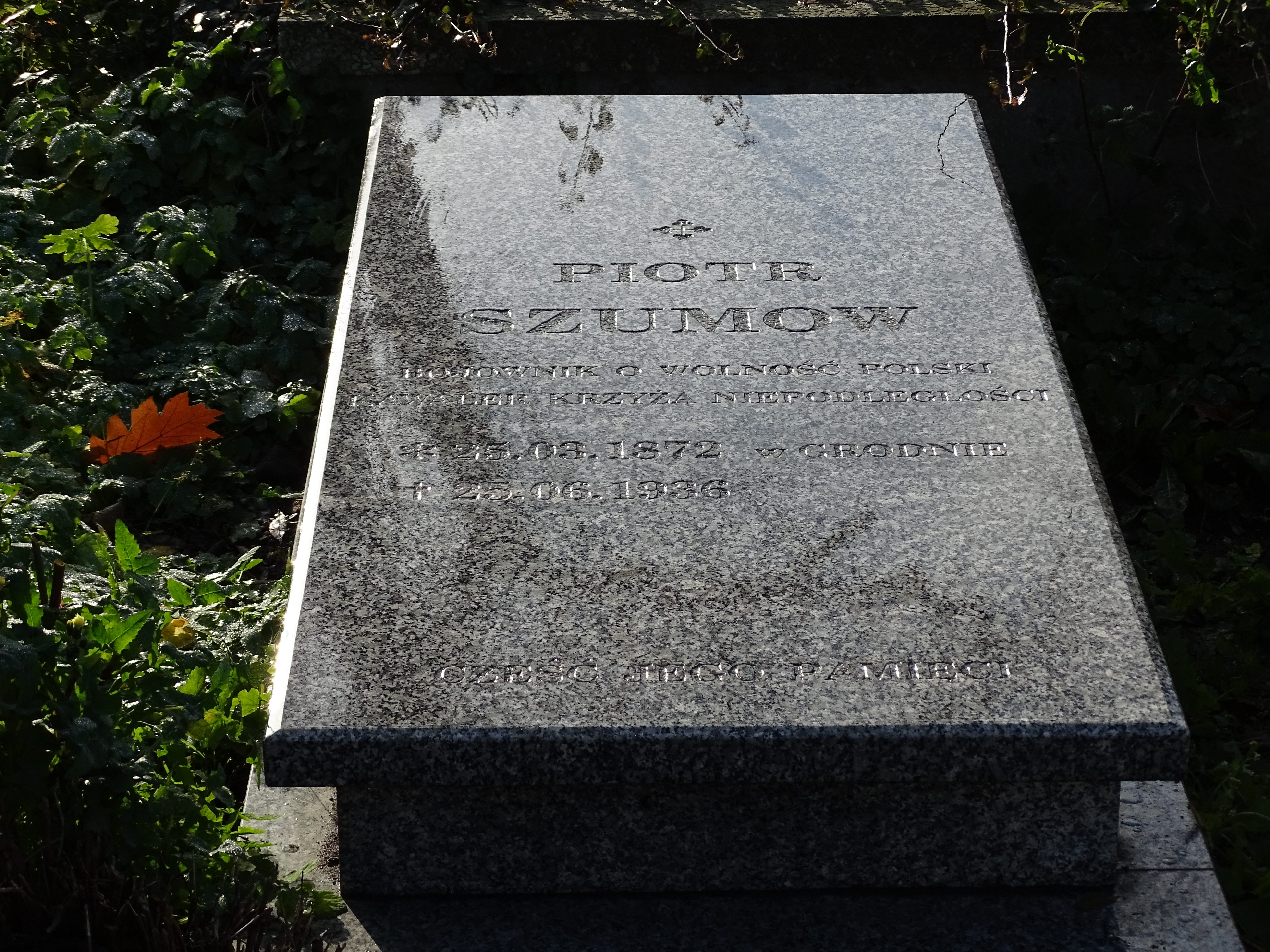
Nagrobek Piotra Szumowa na cmentarzu ewangelicko-reformowanym w Łodzi

## Życiorys
Piotr Szumow urodził się w rodzinie pochodzenia rosyjsko-żydowskiego. W 1892 ukończył gimnazjum w Grodnie, a w 1894 studia w Instytucie Technologicznym w Petersburgu. W tym samym roku w sierpniu został aresztowany za działalność niepodległościową, członkostwo w ruchu socjalistycznym i kolportaż nielegalnych publikacji. 20 maja 1895 wyszedł z więzienia, lecz został objęty zakazem wyjazdu z Grodna przez 2 lata, kontrolą policyjną oraz konfiskatą dokumentów. W tym okresie zaangażował się w działalność polityczną. Dołączył do Polskiej Partii Socjalistycznej i publikował w piśmie partyjnym „Przedświt”. W 1898 podjął studia na Uniwersytecie Technologicznym w Charkowie, lecz rok później został wyrzucony z uczelni. Jesienią 1899 Szumow uczestniczył w strajku w fabryce tytoniu, po którym aresztowano ponad 90 osób w tym Szumowa. W okresie od 1894 do 1907 łącznie spędził 4 lata w więzieniu, będąc 6-krotnie aresztowanym. Angażował się w nauczanie języka polskiego wśród żydowskich robotników, prowadził agitację wśród Rosjan, a także prowadził nabór do grodzieńskiego PPS. W związku z obawą przed wieloletnim więzieniem Szumow wraz z żoną wyjechał w 1908 do Paryża, do swojego przyjaciela – Jana Strożeckiego.
W Paryżu Szumow podjął współpracę ze Stróżeckim w jego zakładzie fotograficznym. 15 listopada 1911 otworzył własne atelier przy 5, Rue du Faubourg-Saint-Jacques, 37 w dzielnicy Montparnasse. W celu przypodobania się społeczności paryskiej korzystał z francuskiego wariantu zapisu imienia i nazwiska – Pierre Choumoff.
W 1911 Szumow wziął udział w wystawie fotografii du Nord de la France zorganizowanej przez stowarzyszenie Amicale-Photo, na której zdobył II nagrodę w kategorii portretu. W 1912 zdobył nagrodę paryskiego Photo-Clubu za portret matki z córką. W tym samym roku dzięki rzeźbiarzowi Serafinowi Sudbininowi poznał Augusta Rodina, zostając jednym z jego fotografów. Dokumentował jego spotkania rodzinne i towarzyskie, wystawy, prace, prywatne wydarzenia jak m.in. ślub z Rose Beuret. Fotografował również Rodina na łożu śmierci oraz wykonał reportaż z jego pogrzebu. Ponadto współpracował z kuratorem muzeum Rodina – Léonce Bénédite.
Szumow współpracował również Antoinem Bourdellem – dostarczył mu fotograficzne modele do popiersia Marii Zetlin, a także z Xawerym Dunikowskim, któremu przekazał fotografie Strożeckiego potrzebne do płaskorzeźby nagrobkowej. Szumow wyspecjalizował się w fotografii portretowej zyskując popularność wśród artystów związanych z Rive Gauche. 14 listopada 1920 w Giverny uczestniczył w 80 urodzinach Claude’a Moneta. W oparciu o to wydarzenie powstał fotograficzny reportaż przedstawiający malarza i towarzyszące mu dzieła w intymnej przestrzeni posiadłości i ogrodów. Szumow fotografował również takich artystów, jak: Marie-Louise Van Veen, Nina Natowa, Wiera Niemczinowa, Nikołaj Zwieriew. W marcu 1921 wydawca i marszand Jacques Povolozky zorganizował wystawę portretów Piotra Szumowa w swojej galerii przy 13, rue Bonaparte, 59. W latach 20. XX w. Szumow współpracował także z: Augustem Zamoyskim, Michelem Seuphorem, Wandą Chodasiewicz-Grabowską, Janem Brzękowskim, Pietem Mondrianem, Florencem Henrim, Henrykiem Stażewskim, Stanisławem Grabowskim, wykonując reprodukcje ich obrazów, m.in. do pisma „L’Art Contemporain / Sztuka Współczesna”. Szumow zajmował się również reportażem i fotografią mody. Współpracował z agencją prasową Rapp, a także czasopismem „Les Modes”. Fotografia Szumowa znalazła się w afiszu filmu „Napoleon i rewolucja” (1927) Abela Gance’a.
Rozpoznawalność Piotrowi Szumowowi przyniosła fotografia „Portret hrabiny X”, za którą zdobył Grand Prix Londyńskiego Salonu Fotograficznego i nagroda „Photographs of the year” (1922). Szumow wziął również udział w Salonach Jesiennych (1927 i 1930), w Salonie Tuleries oraz innych wystawach. Został odznaczony brązowym medalem Francuskiego Towarzystwa Fotograficznego, złotym medalem Wystawy Światowej w Paryżu (1925) oraz w 9. wystawie fotografii i kina w Paryżu (1933). Jego zdjęcia opublikowano także w książce Florenta Felsa „Propos d’artistes”. W 1933 Szumow zamknął swoje atelier, część zdjęć przeniósł do swojego mieszkania, a pozostałe przekazał agencji fotograficznej Presse.
W 1935 przeniósł się z rodziną do Łodzi, gdzie zabrał część swoich fotografii. Prawdopodobnie było to spowodowane kryzysem zawodu fotografa wynikającego z popularyzacji fotografii amatorskiej i światowym kryzysem finansowym. W Łodzi Szumow za pośrednictwem przyjaciela Aleksandra Pristora zatrudnił się Zakładach Przemysłu Bawełnianego Ludwika Geyera jako doradca dyrekcji. Powrócił też do oryginalnej pisowni nazwiska. Ponadto nadal trudnił się fotografią, ale w mniejszej skali. Został nagrodzony srebrnym medalem na Rzemieślniczych Targach Łódzkich w czerwcu 1936.
Działał również jako członek zarządu Towarzystwa Miłośników Chojen i Zarzewia.

## Odznaczenia
- Krzyż Niepodległości (1934)[3]

## Życie prywatne
Ojcem Piotra Sumowa był Iwan Andrejewicz Szumow (ur. 1842) – urzędnik, a matką Katarzyna z domu Kotow. Ojciec Szumowa został przysłany do Grodna po powstaniu styczniowym, w 1864. Ukończył Moskiewską Szkołę Powiatową oraz Moskiewskie Seminarium Duchowne. Początkowo w Grodnie pracował jako buchalter, a następnie jako urzędnik w Urzędzie Majątków Państwowych. Rodzina Szumowów mieszkała przy ul. Sadowej (obecnie ul. E. Orzeszkowej).
Żoną Szumowa była Kejła Łapin, z którą miał dwoje dzieci: syna, inżyniera Serge’a Choumoffa (1921–2012) i córkę.
Piotr Szumow został pochowany na cmentarzu ewangelicko-reformowanym w Łodzi.

## Fotografie Szumowa w zbiorach
- Biblioteka Narodowa w Warszawie jest w posiadaniu zbioru 68 fotografii Choumoffa związanych z Rodinem.
- Musée Rodin posiada fotografie rzeźb Eli Nadelmana autorstwa Szumowa.
- Biblioteka Narodowa i w Muzeum Narodowe w Warszawie posiadają fotografie rzeźb Janiny Broniewskiej autorstwa Szumowa[1].
- Rosyjskie Państwowe Archiwum Literatury i Sztuki(inne języki) w Moskwie posiada w zbiorach fotografie Szumowa[3].

## Galeria – portrety autorstwa Piotra Szumowa

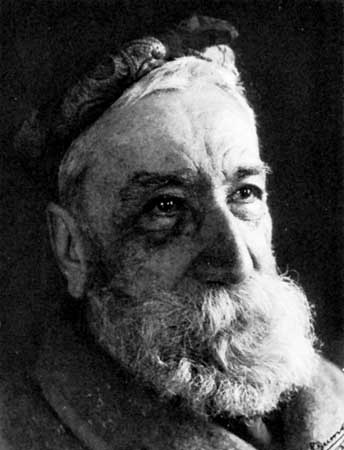
Anatole France
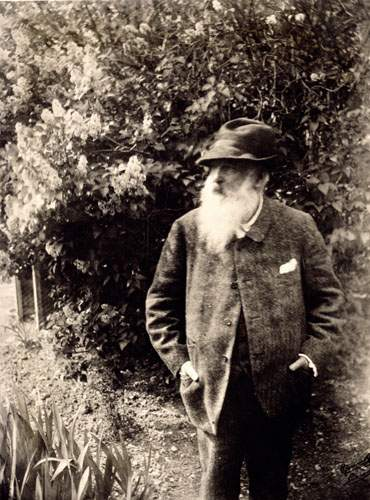
Claude Monet (1915)
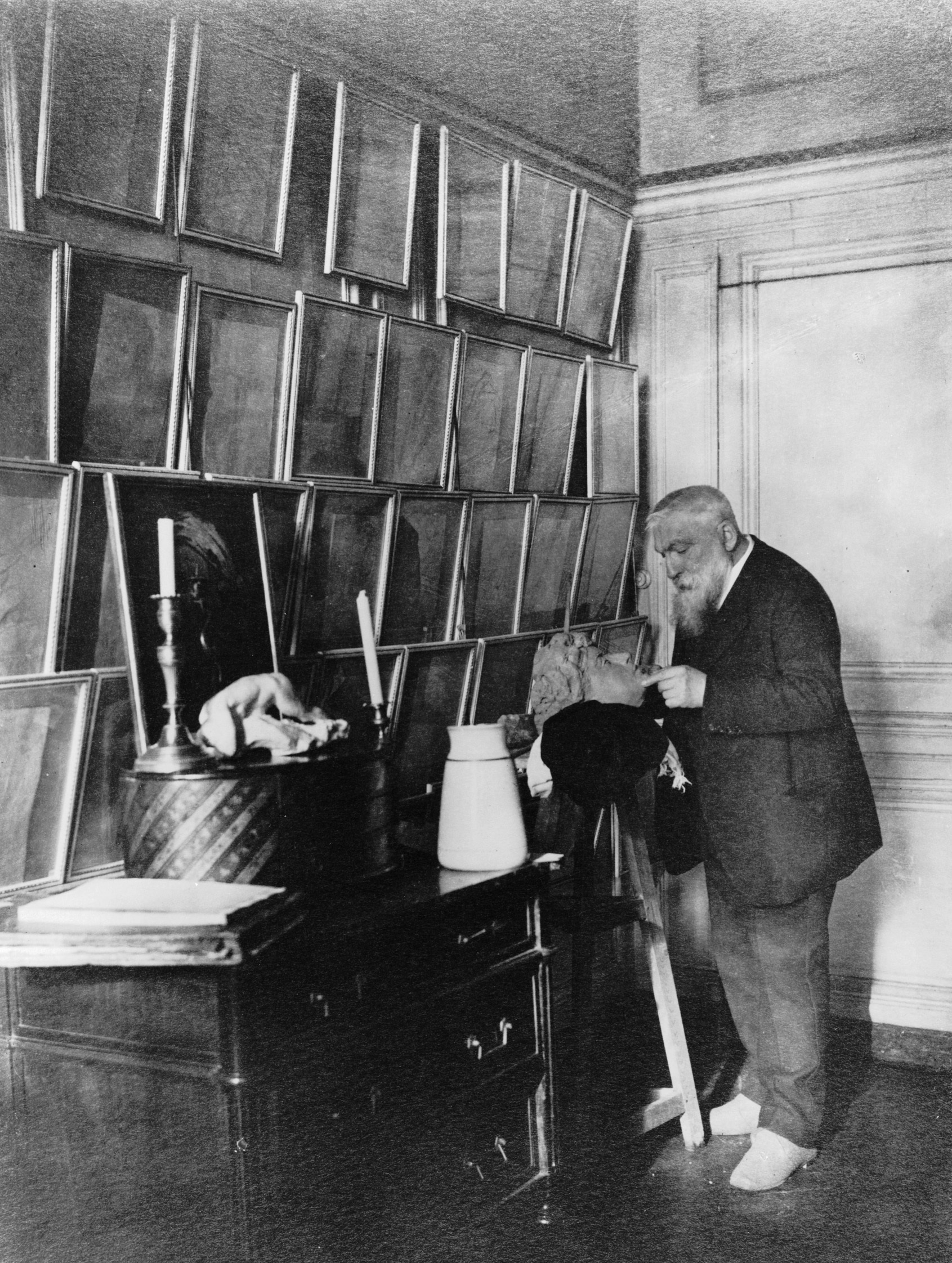
Auguste Rodin w swojej pracowni.
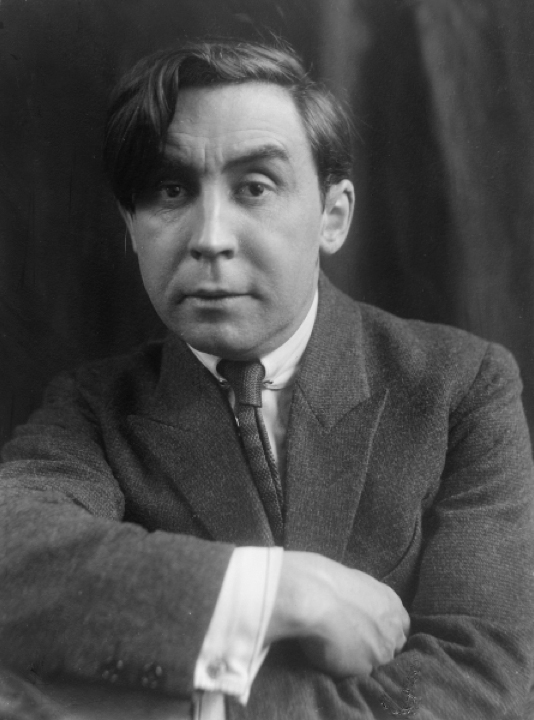
Albert Gleizes
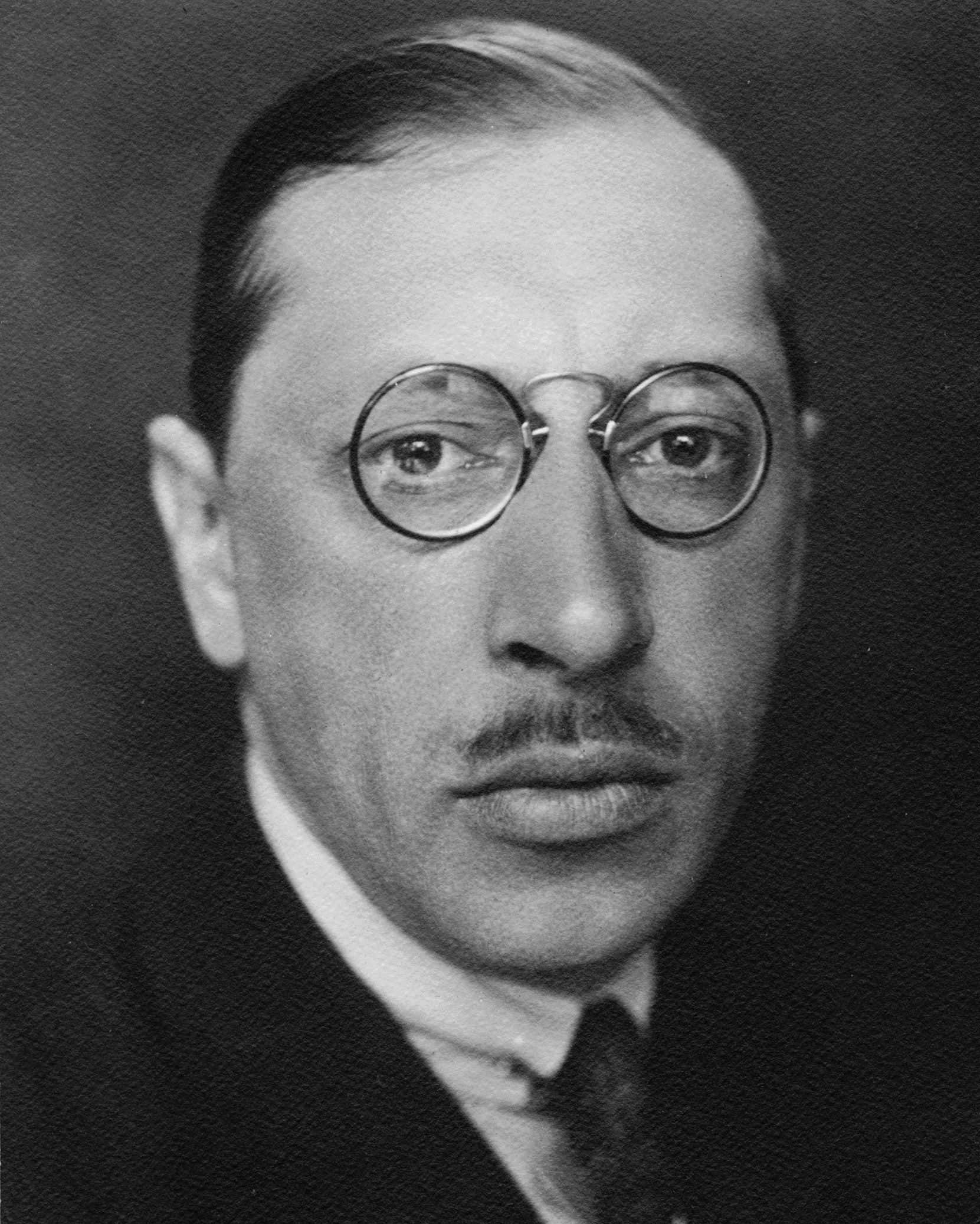
Igor Strawinski
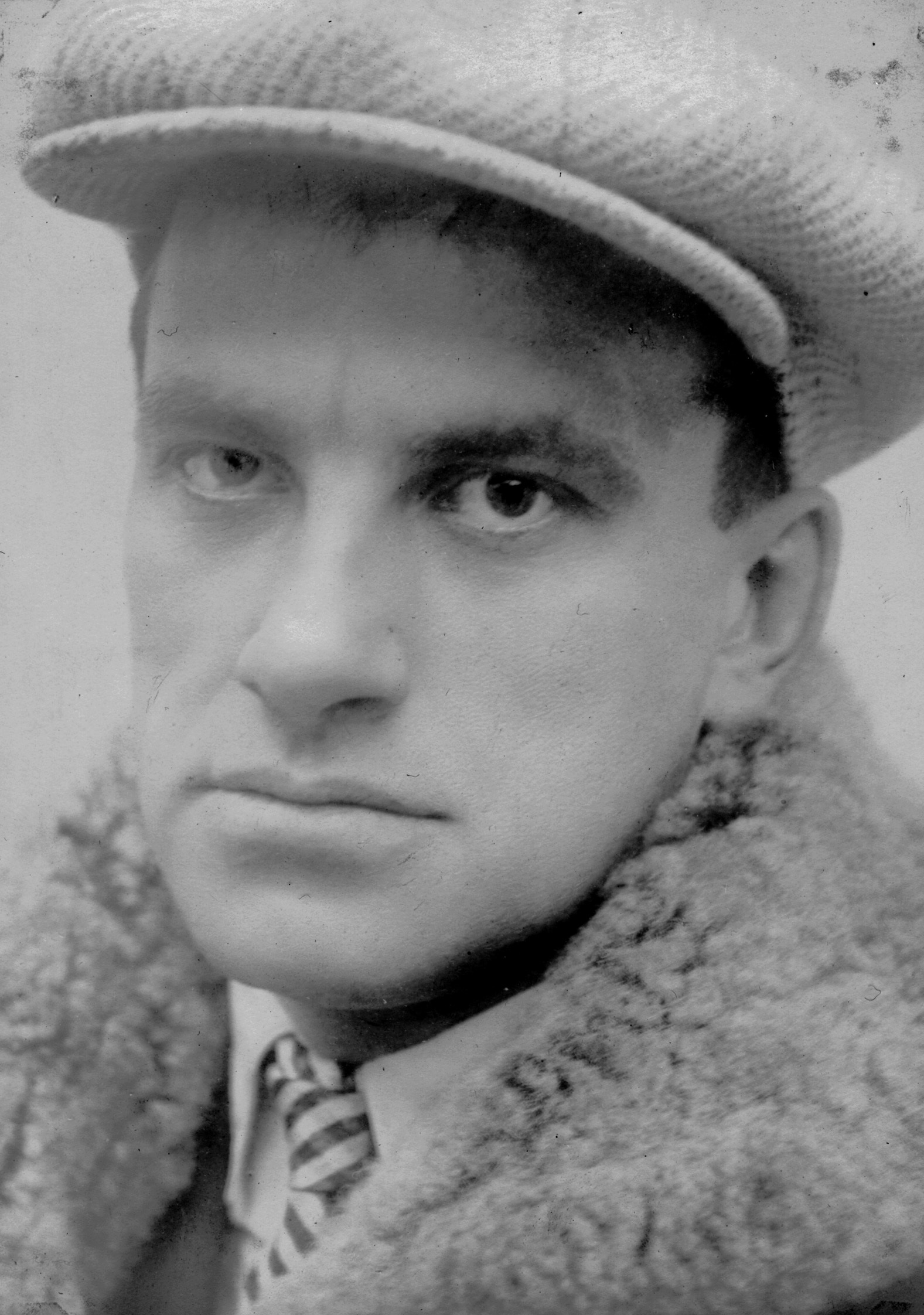
Władimir Majakowski
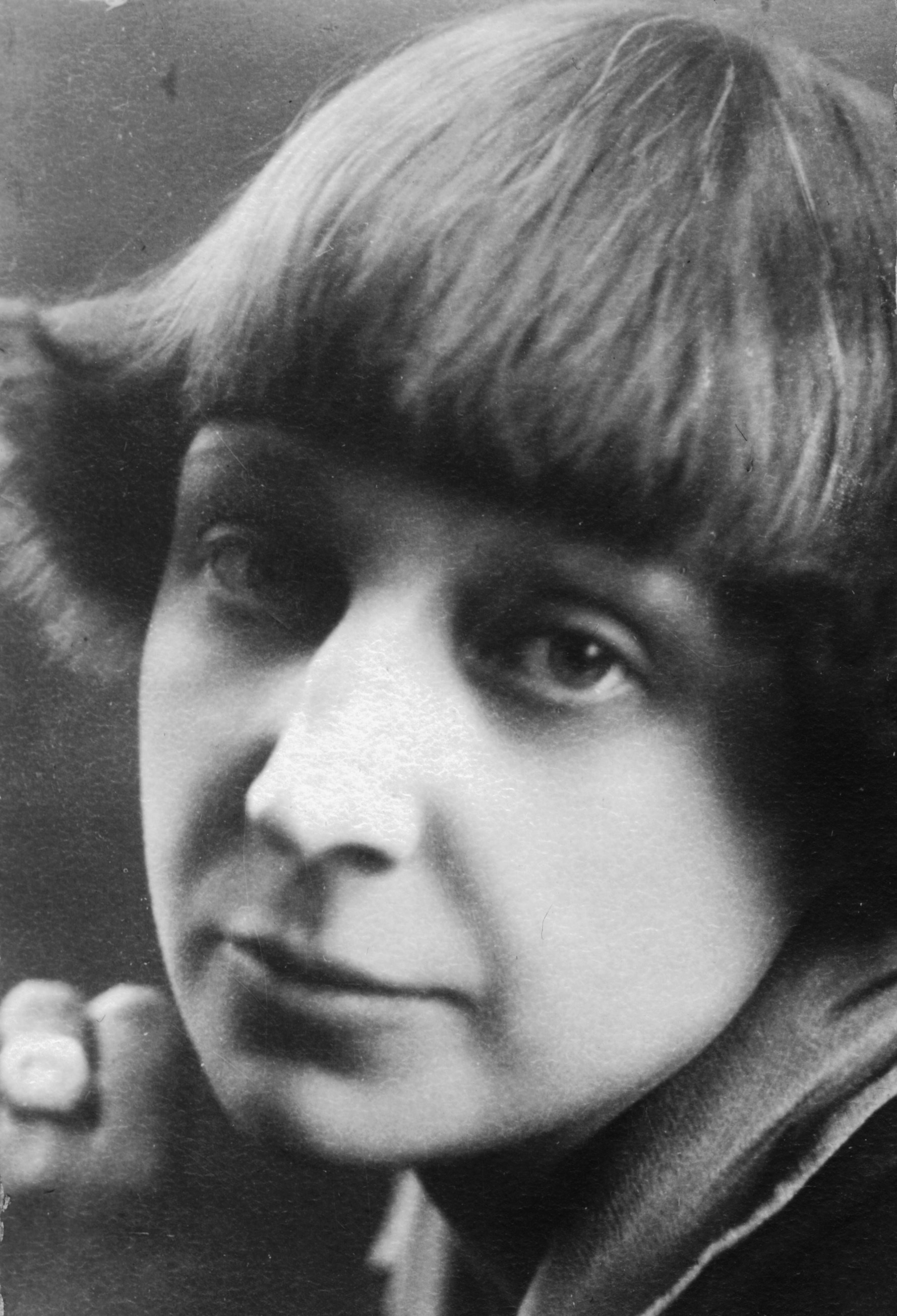
Marina Cwietajewa
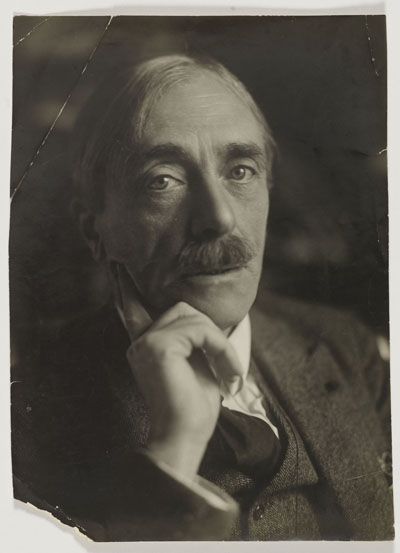
Paul Valéry
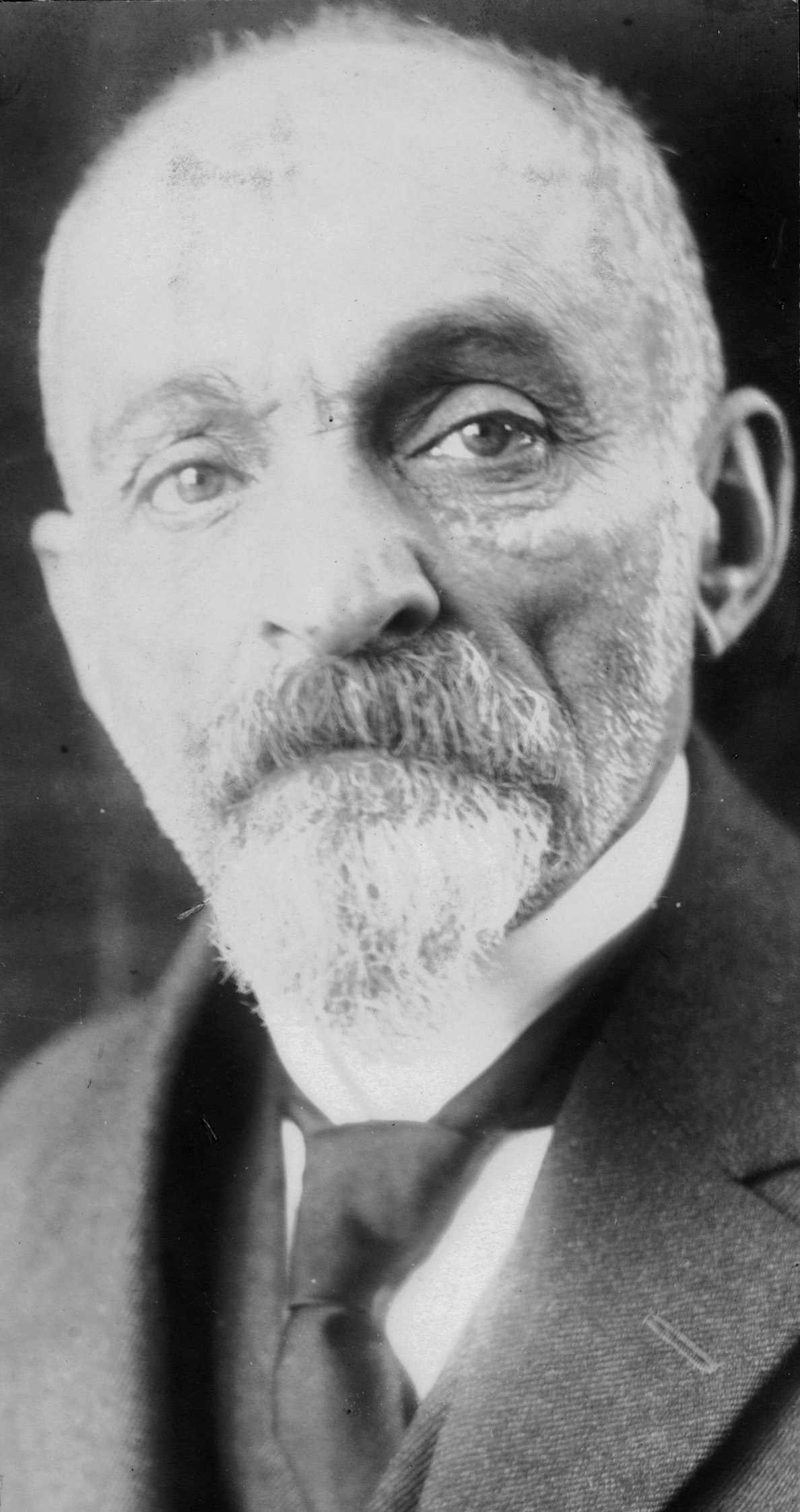
Lew Szestow
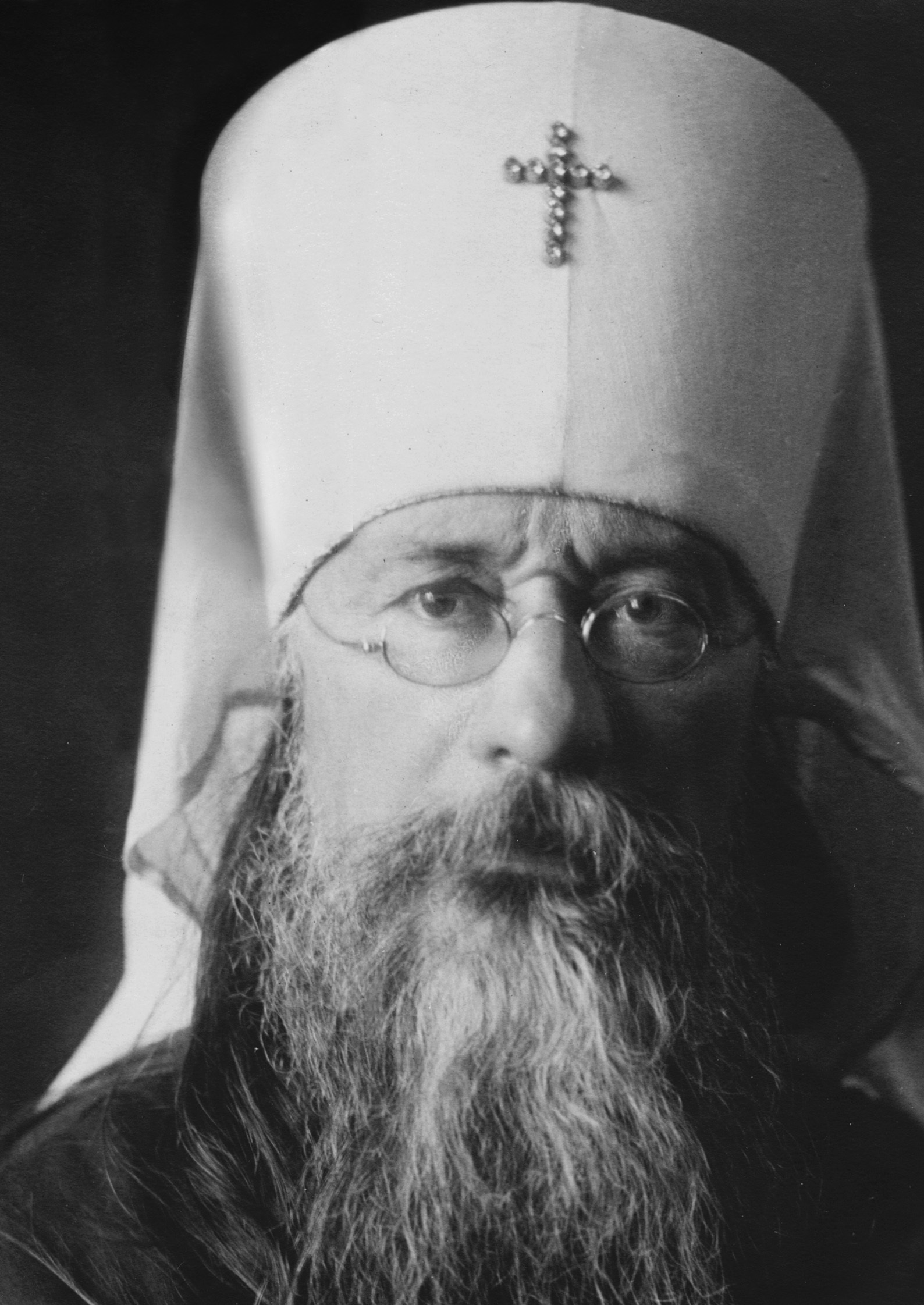
biskup Eulogiusz
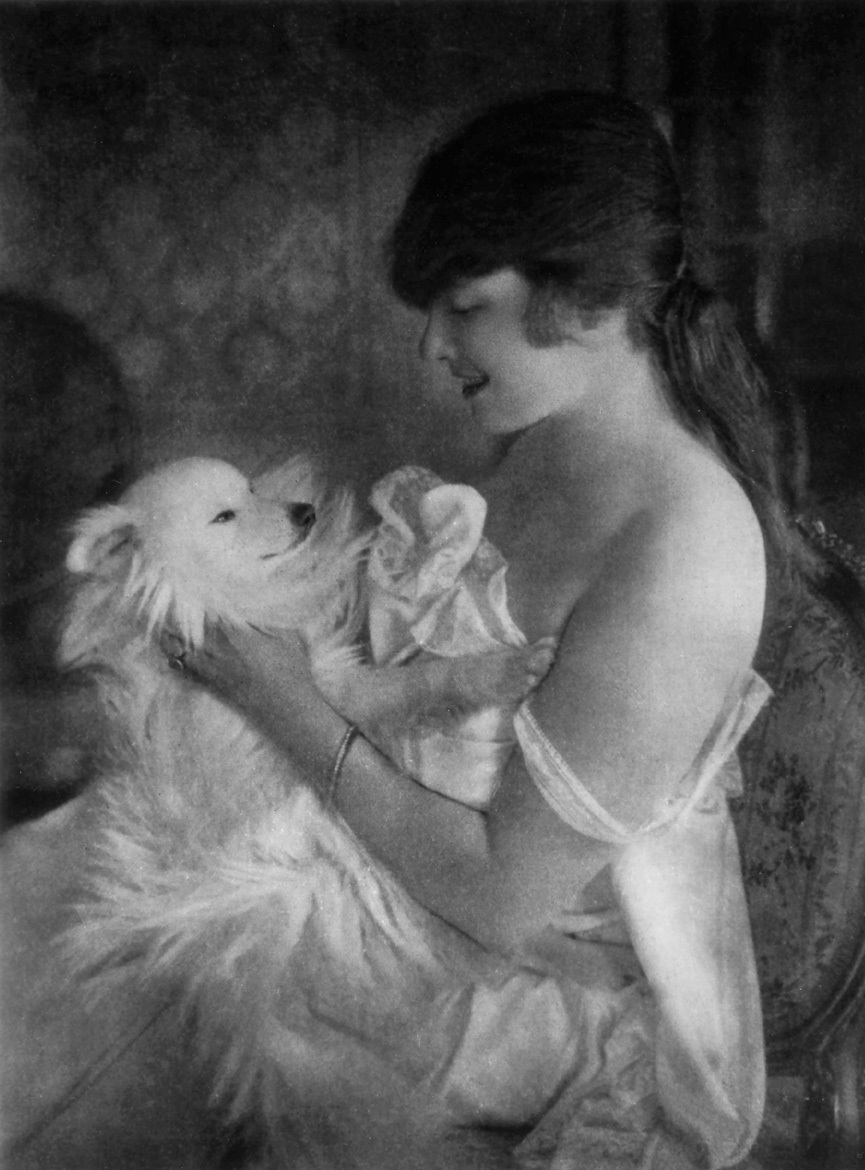
Portret hrabiny X.